# Lesche
Lesche ( em grego clássico: λέσχη   ) é uma palavra grega jônica, que significa reunião ou conversa, e um lugar de reunião ou conversa. É frequente a menção a locais de recurso público, nas cidades gregas, com o nome de leschai (λέσχαι, o plural grego de lesche), alguns distinguidos para esse fim, e outros assim chamados porque eram muito usados como espreguiçadeiras; a esta última classe pertencem a ágora e os seus pórticos, os ginásios e as lojas de vários comerciantes, especialmente as dos ferreiros, que eram frequentadas no inverno devido ao seu calor, e nas quais, pela mesma razão, os pobres procuravam abrigo durante a noite.  Com este nome os gregos designavam um edifício público, abrigo e local de encontro, ao qual o acesso era aberto a todos.
Nestas passagens, porém, nas quais estão os primeiros exemplos do uso da palavra, parece referir-se a locais distintos das oficinas dos ferreiros, embora utilizados da mesma maneira; e podemos deduzir dos gramáticos que havia nas cidades gregas numerosos pequenos edifícios ou pórticos, mobiliados com assentos e expostos ao sol, aos quais recorriam os ociosos para desfrutar da conversa, e os pobres para obter calor e abrigo, e que eram chamados de leschai : só em Atenas havia 360 deles.    A Suda, referindo-se a uma passagem de Hesíodo, explica lesche ( λέσχη ) por meio da palavra kaminos (κάμινος, "forno" ou "forno"). 
Por Ésquilo  e Sófocles  a palavra é usada para um concílio solene; mas em outros lugares os mesmos escritores, assim como Heródoto, empregam-no para dar significado a conversas comuns.
Nos estados dórios, a palavra manteve o significado de um local de reunião por deliberação e para relações sexuais, uma câmara de conselho ou sala-clube . Em Esparta, cada phylé (φυλή -"tribo", "raça", "povo") tinha a sua lesche, na qual, e no ginásio, os mais velhos passavam a maior parte do dia em conversas sérias e desportivas, e nas quais as crianças recém-nascidas eram apresentadas para a decisão dos mais velhos sobre se deveriam ser criados ou aniquilados.   Algumas dessas leschae espartanas parecem ter sido salões de algumas pretensões arquitetónicas: Pausânias menciona duas delas, a lesche krotanon ( λέσχη Κροτανῶν ) e o lesche poikile ( λέσχη ποικίλη ).  Eles também foram usados para outros fins. 
Geralmente existiam câmaras de conselho e conversação, chamadas por este nome, anexas aos templos de Apolo, um de cujos epítetos era Apolo Leschenorios ( Λεσχηνόριος ).    De tais leschae o principal era o Lesche dos Cnidianos, que foi erguido em Delfos pelos Cnidianos, e que foi celebrado em toda a Grécia, mais pela sua própria magnificência, do que pelas pinturas com as quais foi adornado por Polignoto .  